# Clive Wood
Clive Wood (* 1954 in Croydon, London) ist ein britischer Film- und Theaterschauspieler.
Clive Wood wurde in Londoner Stadtteil Croydon geboren und studierte Drama an der London Academy of Music and Dramatic Art. Schauspielerisch wurde er zum ersten Mal in den späten 1970ern aktiv, als er bei der Bristol Old Vic in mehreren Rollen auf der Theaterbühne debütierte. 1982 trat er der Royal Shakespeare Company bei, mit der er unter anderem in Nordamerika auf Tour ging. In den 2000ern wirkte er zudem in mehreren historischen Bühnenstücken der RSC mit.
1982 war er in einer ITV-Produktion neben Joanne Whalley in seiner ersten Fernsehrolle zu sehen. Seitdem wirkte er in zahlreichen Fernsehserien und Filmen mit, so unter anderem in einer Episode von Doctor Who und in der Verfilmung Die Schatzinsel von 1990, in der er den Captain Smollett neben Charlton Heston und Christian Bale spielte. Wood hat einen Sohn namens Daniel Maiden-Wood, welcher ebenfalls schon vor der Kamera in zwei Serien stand.

## Filmografie (Auswahl)
- 1979: Mister Burgess’ Tour
- 1982: A Kind of Loving (Fernsehserie)
- 1984: Mr. Palfrey of Westminster (Fernsehserie)
- 1985: The Innocent
- 1987: Love After Lunch
- 1987: Pretorius
- 1988: Platoon to Hell
- 1988: Buster
- 1989: Press Gang (Fernsehserie)
- 1990: The Bill (Fernsehserie, 28 Folgen)
- 1990: Die Schatzinsel (Treasure Island)
- 1991: The Crucifer of Blood
- 1992: Dead Romantic
- 1996: London’s Burning (Fernsehserie)
- 2000: Inspector Barnaby (Midsomer Murders) Fernsehserie, Staffel 3, Folge 2: Drei tote alte Damen (Blue Herrings)
- 2003: Death in Holy Orders
- 2003: The Lion in the Winter
- 2004: Dunkirk
- 2005: Red Mercury
- 2010: Doctor Who (Fernsehserie)
- 2010: Die Säulen der Erde (The Pillars of the Earth)
- 2011: Land Girls (Fernsehserie)
- 2013: Die Bibel (The Bible, Miniserie, 1 Folge)
- 2015: New Tricks – Die Krimispezialisten (New Tricks, Fernsehserie, 1 Folge)
- 2015: Kommissar Wallander: Lektionen der Liebe (A Lesson in Love)
- 2020: Gerichtsmediziner Dr. Leo Dalton (Silent Witness, Fernsehserie, 2 Folgen)